# Bradford County, Pennsylvania
Bradford County är ett administrativt område som är beläget i den nordligaste delen av delstaten Pennsylvania i USA. Den administrativa huvudorten (county seat) är Towanda. Countyt bildades den 21 februari 1810.

## Politik
Bradford County tenderar att rösta på republikanerna i politiska val.
Republikanernas kandidat har vunnit rösterna i countyt i samtliga presidentval sedan valet 1968. Totalt har demokraternas kandidat endast vunnit countyt i ett presidentval sedan 1888, nämligen valet 1964 då denne vann med knappt en procents marginal. I valet 2016 vann republikanernas kandidat med 69,8 procent av rösterna mot 24,5 för demokraternas kandidat, vilket är den största segern i countyt för en kandidat sedan valet 1984 då sittande president Ronald Reagan fick 72,7 procent av countyts röster.

## Geografi
Enligt United States Census Bureau har countyt en total area på 3 007 km². 2 981 km² av den arean är land och 26 km² är vatten.

### Angränsande countyn
- Chemung County, New York - nord
- Tioga County, New York - nord
- Susquehanna County - öst
- Wyoming County - sydost
- Sullivan County - syd
- Lycoming County - sydväst
- Tioga County - väst

### Orter
- Alba
- Rome
- Sayre
- Sylvania
- Towanda (huvudort)